# Елафос (дем Катерини)
Вижте пояснителната страница за други значения на Елафос.
Елафос или Каливия (на гръцки: Έλαφος, до 1957 Καλύβια, Каливия) е село в Северна Гърция, в дем Катерини, област Централна Македония.

## География
Селото е разположено на 345 m надморска височина на около 15 километра северозападно от град Катерини, в подножието на планината Голен (Колона).

## История
Селото е основано от жители на берското село Спорлита, от 1926 година Елафина. Името Каливия Спорлита означава Колиби на Спорлита. В 1955 година поради прекръщаването на Спорлита на Елафина и това село е прекръстено на Каливия Елафинис, тоест Колиби на Елафина, а в 1957 година е прекръстено на Елафос.
До 1972 година Елафос административно е към Берско - ном Иматия. След това е прехвърлено към Катеринско.
След като дем Катерини е създаден на 1 януари 2011 година след обединение на пет стари административни единици – демите Катерини, Елафина, Коринос, Паралия, Петра, Пиерия по закона Каликратис, селото принадлежи административно към дем Катерини.
Населението се занимава със земеделие и скотовъдство.
| Година    | 1913 | 1920 | 1928 | 1940 | 1951 | 1961 | 1971 | 1981 | 1991 | 2001 | 2011 | 2021 |
| --------- | ---- | ---- | ---- | ---- | ---- | ---- | ---- | ---- | ---- | ---- | ---- | ---- |
| Население |      |      |      |      | 390  | 587  | 636  | 666  | 621  | 626  | 499  | 395  |

## Личности
Родени в Елафос
- Гусиос Готас (Γούσιος Γώτας), гръцки андартски деец от трети клас[6]